# Ford Escape
Ford Escape – samochód osobowy typu SUV klasy kompaktowej, a następnie klasy średniej produkowany pod amerykańską marką Ford w latach 2000–2025.

## Pierwsza generacja

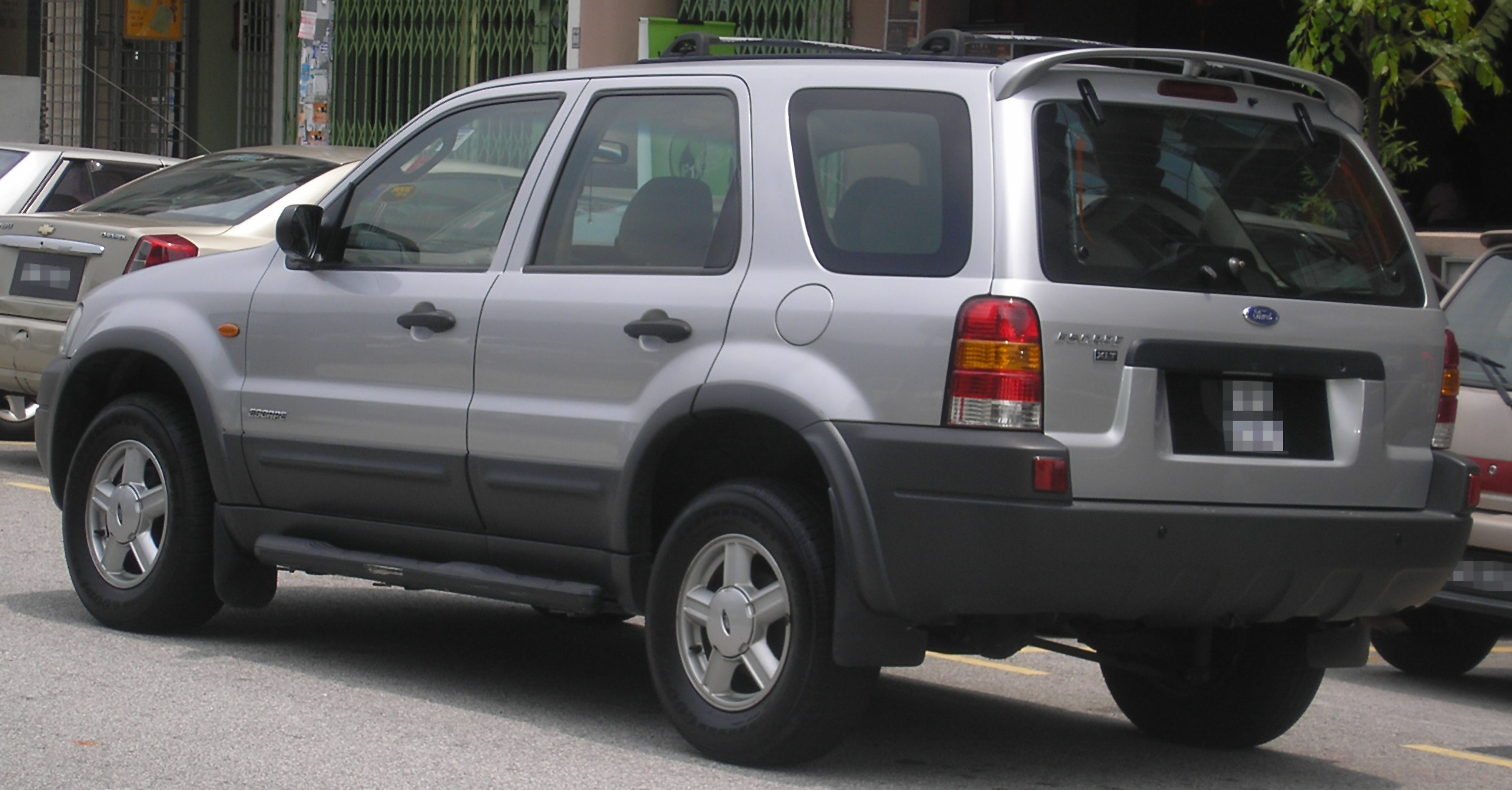
Ford Escape I - tył

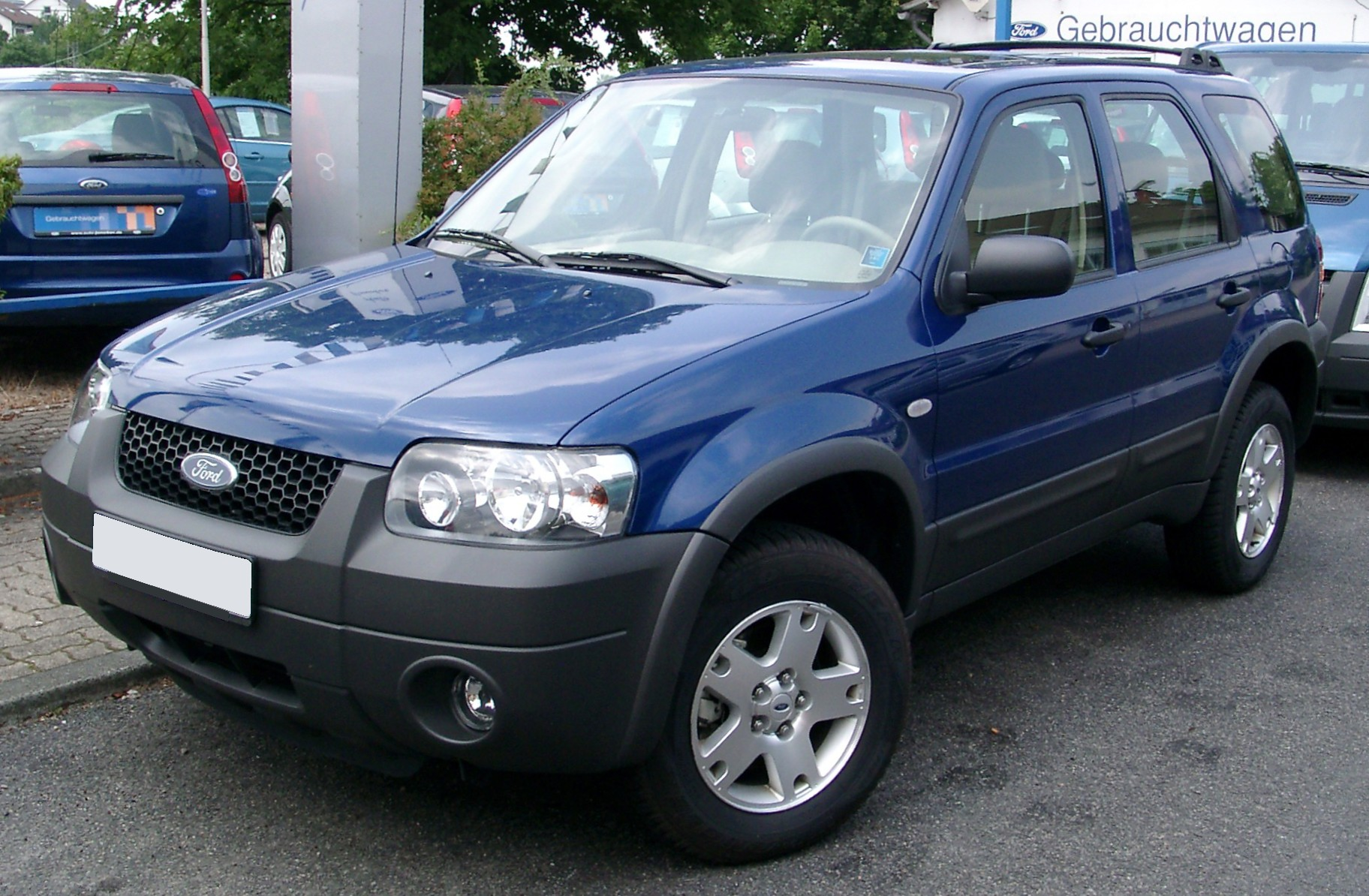
europejski Ford Maverick

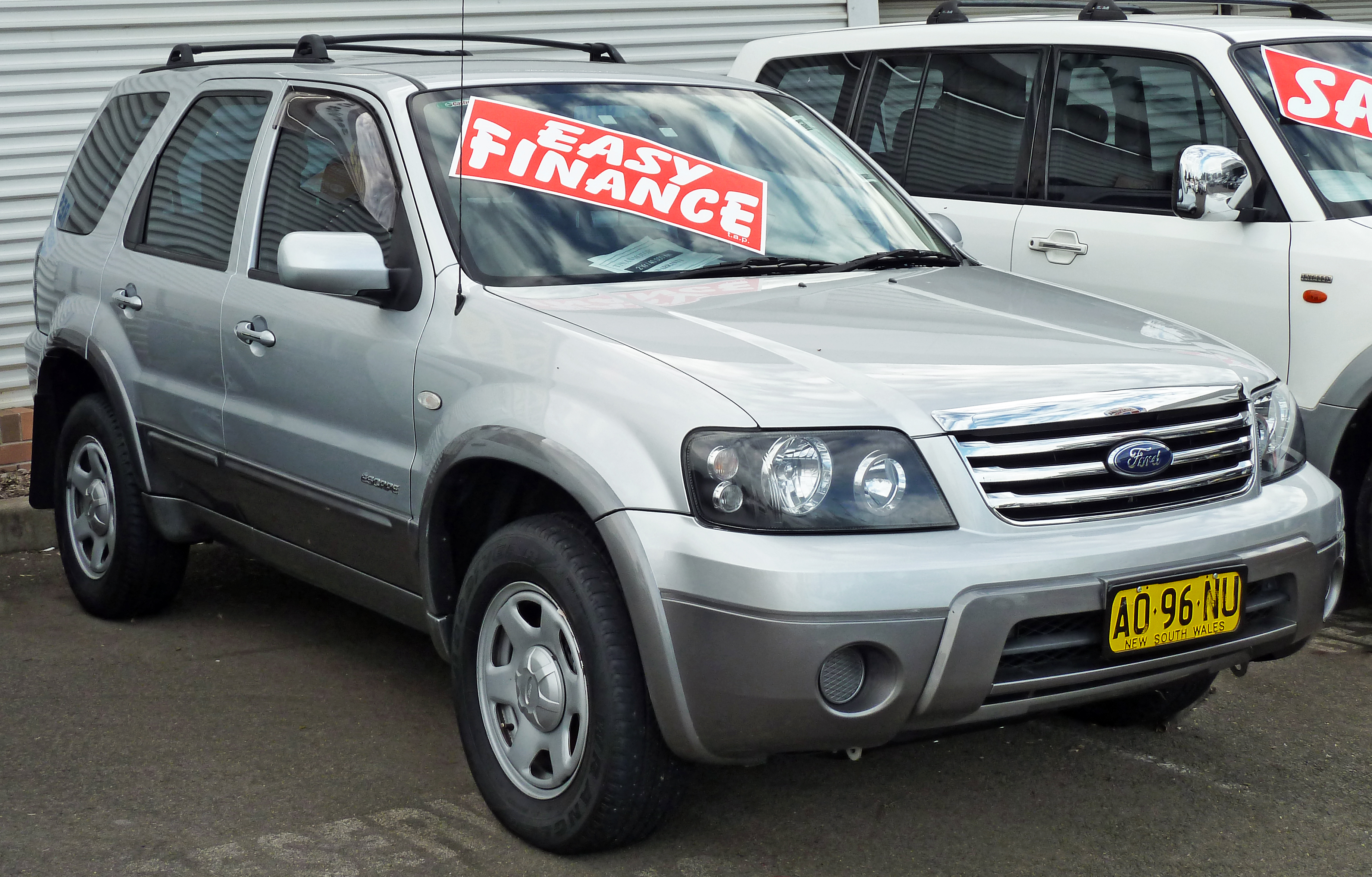
Ford Escape I po pierwszym liftingu

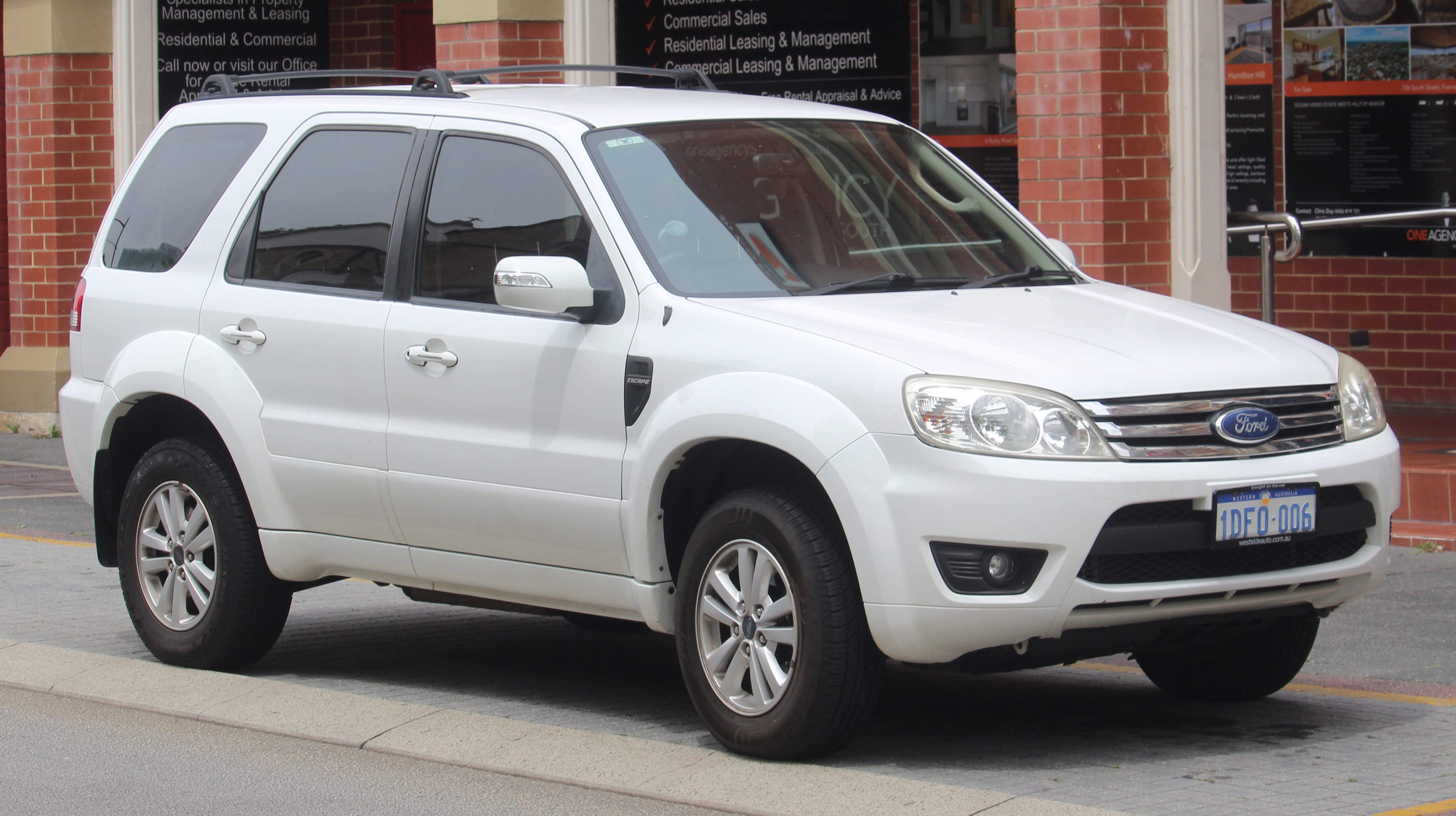
Ford Escape I po drugim liftingu

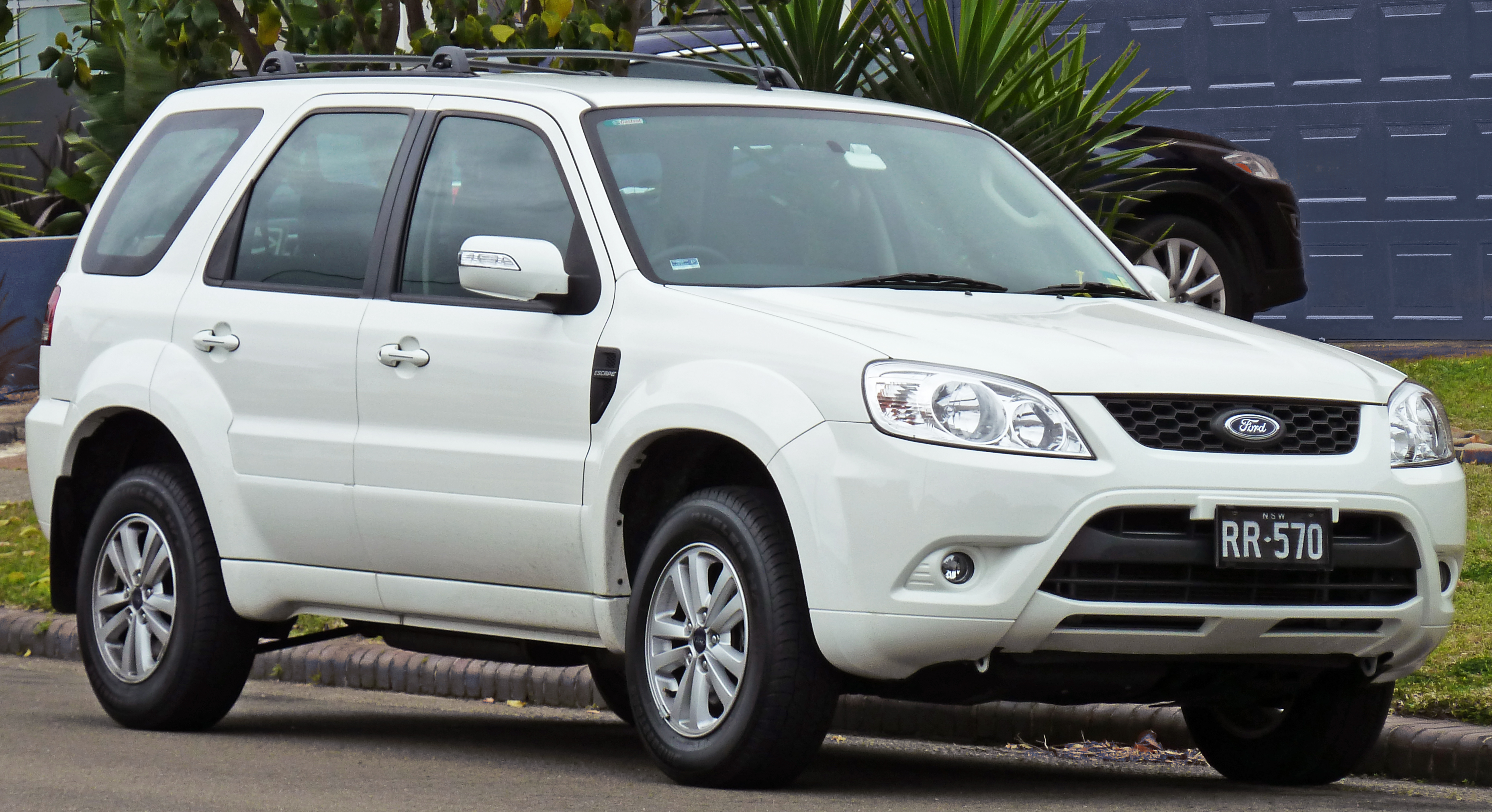
Ford Escape I po trzecim liftingu

Ford Escape I został zaprezentowany po raz pierwszy w 2000 roku.
Prezentacja nowego, globalnego kompaktowego SUV-a Escape miała miejsce w Ameryce Północnej wiosną 2000 roku. Rok później, samochód trafił do produkcji w kilku krajach Azjatyckiego Dalekiego Wschodu z przeznaczeniem na rynki regionu, a także Japonię, Chiny, Australię i Nową Zelandię. W połowie 2001 roku ruszyła również sprzedaż europejskiej wersji modelu w wybranych krajach pod nazwą Maverick, która trwała tam do 2007 roku.
W Ameryce Północnej od momentu debiutu Escape był jednym z najpopularniejszych SUV-ów, godnie rywalizując chociażby z Toyotą RAV4 i Hondą CR-V. Produkowane były też bliźniacze wersje tego modelu: Mazda Tribute i bardziej luksusowy Mercury Mariner.
Produkowany był na platformie Ford CD2, która wywodzi się jeszcze z platformy GF produkcji Mazdy (stosowano ją już w ostatniej generacji modelu 626).

### Restylizacje
Produkcja i sprzedaż Escape I została zakończona w Ameryce Północnej w grudniu 2006 roku, a z początkiem 2007 roku zastąpiła go zupełnie nowa, druga generacja. Jednocześnie, Ford zdecydował się kontynuować produkcję i sprzedaż pierwszej generacji na rynkach Azji i Australii aż do 2012 roku. Aby odświeżyć wygląd modelu, w drugiej połowie 2006 roku przedstawiono model po gruntownej modernizacji - zmieniono zderzaki, grill, reflektory i maskę.  Wewnątrz zmodyfikowano deskę rozdzielczą, poza tym zmieniono położenie drążka zmiany biegów - podobnie jak w wersjach amerykańskich umieszczono ją między fotelami. W droższych wersjach w standardzie są lakierowane zderzaki, dolne części drzwi i lusterka boczne.
Tylne hamulce bębnowe zastąpiono hamulcami tarczowymi. 3,0-litrowy Duratec 30 V6 został zmodyfikowany, by spalać o 10% mniej paliwa, a 2,3-litrowemu Duratekowi 23 R4 zwiększono moment obrotowy i moc. Escape przeznaczony na tamtejsze rynki był produkowany m.in. na Tajwanie i Filipinach.
Kolejny lifting miał miejsce w 2008 roku, w ramach którego całkowicie zmieniono wygląd pasa przedniego i tylny lampy, które stały się odtąd dwuczęściowe. Ostatni lifting przeprowadzono w 2010 roku, a w 2012 roku w Azji i Australii Escape I zastąpił globalny następca - trzecia generacja, w Europie znana jako Ford Kuga II.

### Sprzedaż
Escape bardzo dobrze sprzedawało się w USA. Od wprowadzenia na rynek do końca sprzedaży samochód był jednym z liderów rynku kompaktowych SUV-ów. W 2007 r. (styczeń - lipiec) z salonów wyjechało 104.645 modeli Escape i Escape Hybrid. Ten Ford zajmuje tym samym 2. miejsce w segmencie samochodów sportowo-użytkowych segmentu C. Plasowała się za Hondą CR-V (124.262 aut), a przed Toyotą RAV4 (101.618) i Jeepem Wranglerem (74.480).

### Escape Hybrid
W 2004 roku Ford wprowadził do sprzedaży model o napędzie hybrydowym. System automatycznie wybiera pomiędzy: wykorzystywaniem energii elektrycznej (ruszanie, wolna jazda), wykorzystywaniem energii pochodzącej z paliwa (zwykła jazda, zjazd z górki), wykorzystywaniem po części silnika elektrycznego oraz spalinowego (przyspieszanie, podjazd pod górkę).
Działania te mają na celu uzyskanie jak najlepszego zużycia paliwa i przyspieszenia (elastyczności) przy każdej prędkości i masie. Dodatkowo, przy każdym zwalnianiu czy zjeździe z górki system stosuje hamowanie odzyskowe (przekształca energię kinetyczną w elektryczną, przy okazji ładuje swoje akumulatory). Przy mocy  KM (116 kW) hybrydowe Mariner i Escape przyspieszają niewiele gorzej niż napędzany wyłącznie benzyną 3,0-litrowy Duratec 30 V6 (203 KM, 149 kW).
W drugiej połowie 2004 r., po wprowadzeniu Forda Escape Hybrid na rynek, sprzedano 17.000 sztuk tego samochodu – cztery razy więcej, niż planowano. Escape Hybrid był również pierwszą hybrydą z możliwością wykorzystywania mieszanki E85 (85% etanolu, 15% benzyny).

#### Jazda
Stosowany w obu hybrydowych modelach silnik spalinowy to 2,3-litrowy Duratec 23E R4, o mocy 135  KM (99 kW) i 168 Nm. Elektryczne źródło napędu wytwarza maksymalnie 95 KM (70 kW). Kresem możliwości tych hybryd nie jest jednak 135 + 95 = 230 KM, ale 158 KM (116 kW) – przy wykorzystywaniu tej mocy maksymalnej (przyspieszaniu) silnik elektryczny nie wykorzystuje całego swojego potencjału (za to np. w szybkim ruszeniu spod świateł ulicznych działa tylko on).
Właśnie działanie silnika elektrycznego powoduje tak niskie zużycie paliwa w samochodach z napędem hybrydowym, zwłaszcza w mieście. Sprzedawane również w Polsce Toyota Prius i Honda Civic IMA osiągają wyniki rzędu 4,0 - 5,0 l/100 km. Escape i Mariner Hybrid spalają 5,7 l/100 km w mieście i 6,7 l/100 km w trasie, co w porównaniu z wynikami np. Priusa nie wygląda porażająco, ale w porównaniu ze spalaniem "standardowych" Escape'a i Marinera wyposażonych w 3,0-litrowy silnik Duratec 30 V6 (12,5 l/100 km w mieście, 9,1 l/100 km w trasie) już tak. Tym samym zasięg obydwóch modeli może wynieść (na 57-litrowym zbiorniku paliwa) nawet 1000 km.
Przy spokojnym przyspieszaniu, tylko na elektrycznym silniku można osiągnąć prędkość 58 km/h. Również na samej energii elektrycznej samochody przejadą 2,4 - 2,9 km (do momentu całkowitego rozładowania baterii). Podczas łagodnego hamowania i tym samym przekroczenia granicy 65 km/h, silnik spalinowy zostaje odłączony, a samochód kontynuuje jazdę bez zużywania paliwa.

#### Technologia
Technologia stosowana w hybrydowych Escape’ie jest podobna do tej z japońskiej Toyoty Prius, gdyż Ford używa kilku opatentowanych urządzeń Toyoty. Aisin AW, japoński wytwórca automatycznych skrzyń biegów, produkował układ transaxle używany w Escape'ie Hybrid, a Sanyo Electric – akumulatory.

### Silniki
Escape i Tribute w 2004 r. otrzymały nowy bazowy silnik: 2,3 l Duratec 23 R4 (155 KM), który zastąpił 2,0-litrowego, 129-konnego Zetec R4. Najmocniejszym źródłem napędu pozostał 3,0-litrowy, 203-konny Duratec 30 V6. Dodano także różne elementy zwiększające poziom bezpieczeństwa, inteligentny system napędu na cztery koła i lekko zmieniono karoserię. Umożliwiono połączenie automatycznej skrzyni biegów z silnikami R4. Przy okazji, drążek zmiany biegów przeniesiono z kolumny kierownicy na deskę rozdzielczą pomiędzy fotelami.

### Dane techniczne
| Silnik                                   | Układ i liczba cylindrów | Pojemność skokowa [cm³] | Moc maksymalna [KM (kW) przy obr./min] | Maksymalny moment obrotowy [Nm przy obr./min] |
| ---------------------------------------- | ------------------------ | ----------------------- | -------------------------------------- | --------------------------------------------- |
| 2,0 l Zetec                              | poprzecznie, R4          | 1998                    | 129 (95) przy 5400                     | 183 przy 4500                                 |
| 2,3 l Duratec 23                         | poprzecznie, R4          | 2261                    | 155 (114) przy 5800                    | 206 przy 4250                                 |
| 2,3 l Duratec 23E + + silnik elektryczny | poprzecznie, R4          | 2261                    | 158 (116) przy 6000                    | 168 przy 4250                                 |
| 3,0 l Duratec 30                         | poprzecznie, V6          | 2954                    | 203 (149) przy 6000                    | 262 przy 4850                                 |

## Druga generacja

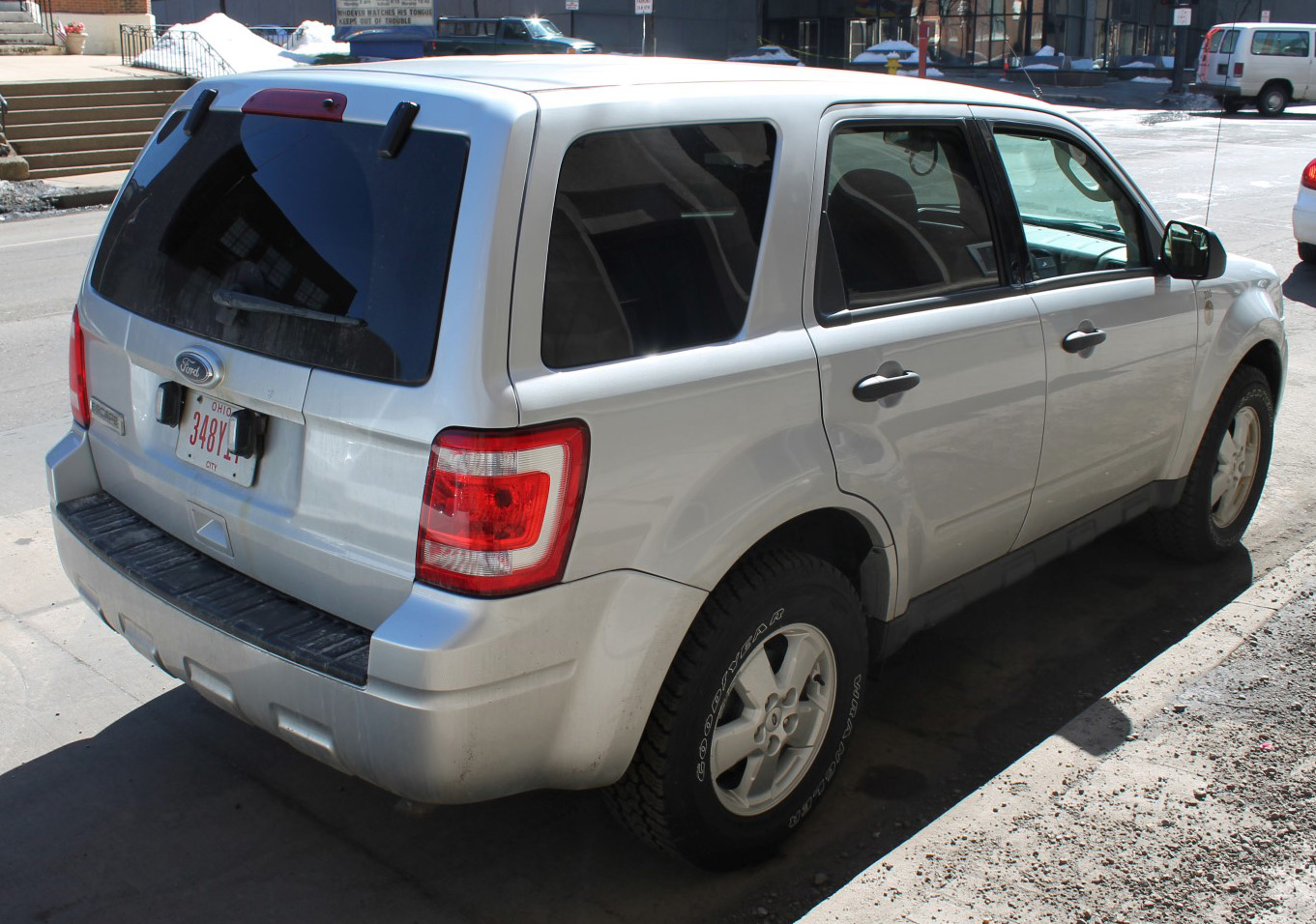
Ford Escape II - tył

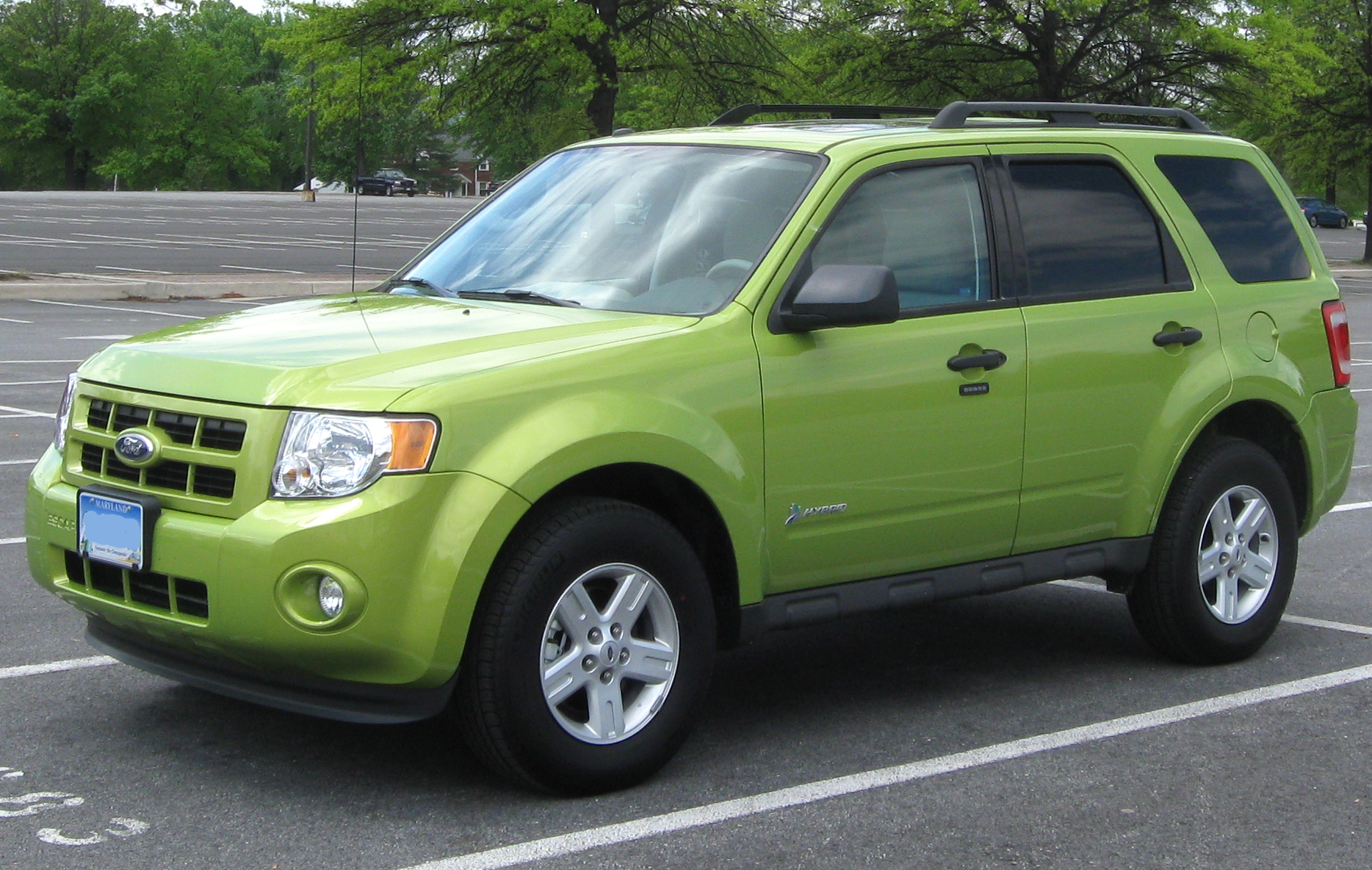
Ford Escape II Hybrid

Ford Escape II został zaprezentowany po raz pierwszy w 2007 roku.
Druga generacja Escape, w przeciwieństwie do poprzednika, została przeznaczona wyłącznie na rynek Ameryki Północnej. Na pozostałych rynkach, kontynuowano produkcję poprzedniego modelu po modernizacji, a w Europie zastąpiono go oddzielnym modelem Kuga.
Odświeżony Escape upodobnił się do modeli Edge, Explorer i Expedition. Zmiany objęły m.in. nowy grill i większe reflektory. Wnętrze także zostało przestylizowane. Escape na rok modelowy 2008 zadebiutował na międzynarodowym salonie samochodowym w Los Angeles w 2007 roku.
Oferta silników i skrzyń biegów nie zmieniła się - wciąż oferowane są 2,3-litrowy Duratec 23 R4 i 3,0-litrowy Duratec 30 V6. 5-biegową skrzynię manualną łączy się tylko z tym pierwszym, 4-biegowy automat z każdym z nich.
Podobnie jak w przypadku poprzednika, samochód opracowano razem z markami Mazda i Mercury. W ramach tej współpracy, bliźniaczymi modelami wobec Escape II były nowe wcielenia modeli Mazda Tribute i Mercury Mariner.
W 2008 roku ofertę uzupełniła odmiana z napędem hybrydowym, którego konstrukcja była zmodernizowanym układem z modelu pierwszej generacji.

### Dane techniczne
| Silnik                                   | Układ i liczba cylindrów | Pojemność skokowa [cm³] | Moc maksymalna [KM (kW) przy obr./min] | Maksymalny moment obrotowy [Nm przy obr./min] |
| ---------------------------------------- | ------------------------ | ----------------------- | -------------------------------------- | --------------------------------------------- |
| 2,3 l Duratec 23                         | poprzecznie, R4          | 2261                    | 155 (114) przy 5800                    | 206 przy 4250                                 |
| 2,3 l Duratec 23E + + silnik elektryczny | poprzecznie, R4          | 2261                    | 158 (116) przy 6000                    | 168 przy 4250                                 |
| 3,0 l Duratec 30                         | poprzecznie, V6          | 2954                    | 203 (149) przy 6000                    | 262 przy 4850                                 |

## Trzecia generacja

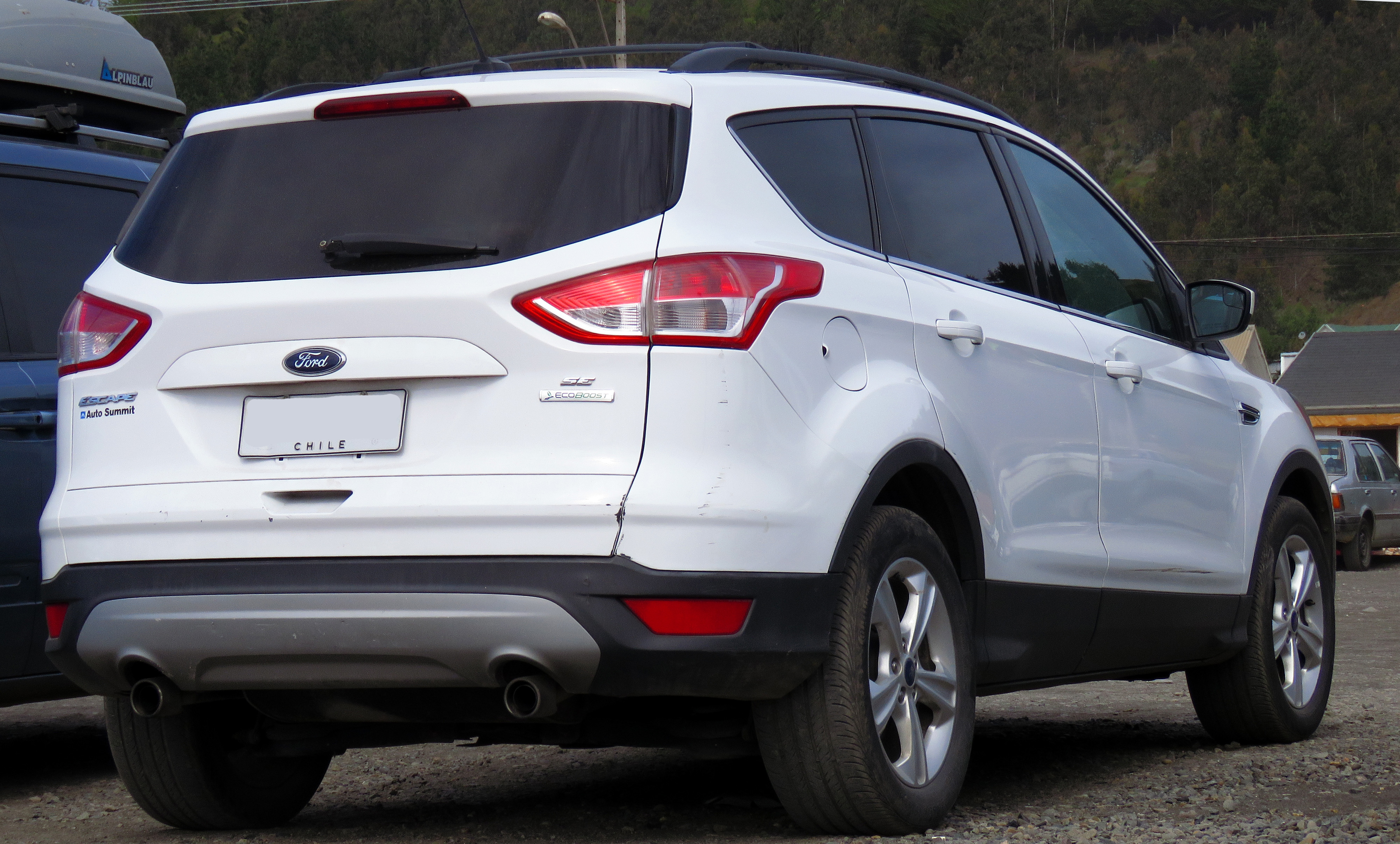
Ford Escape III - tył

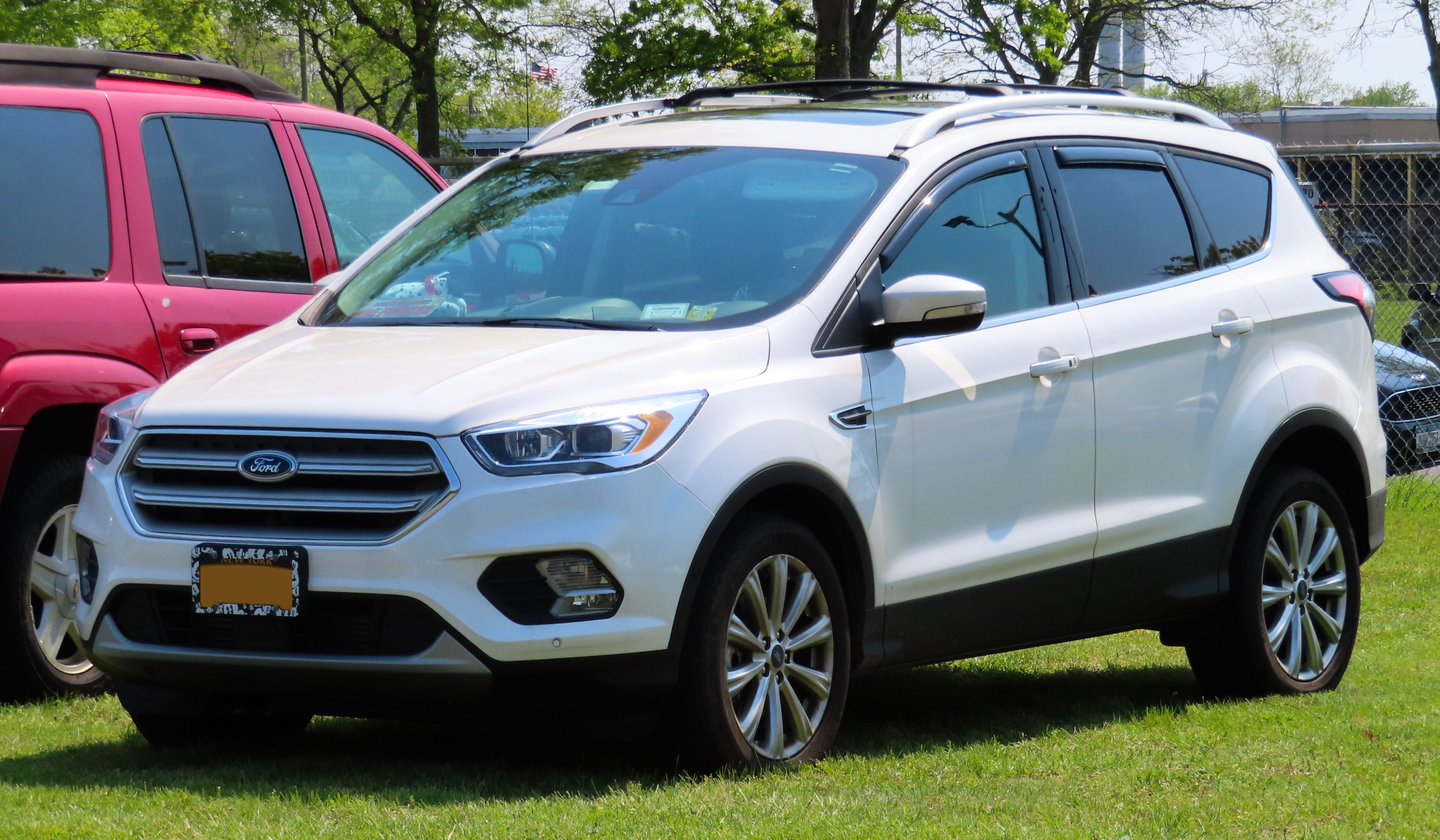
Ford Escape III po liftingu

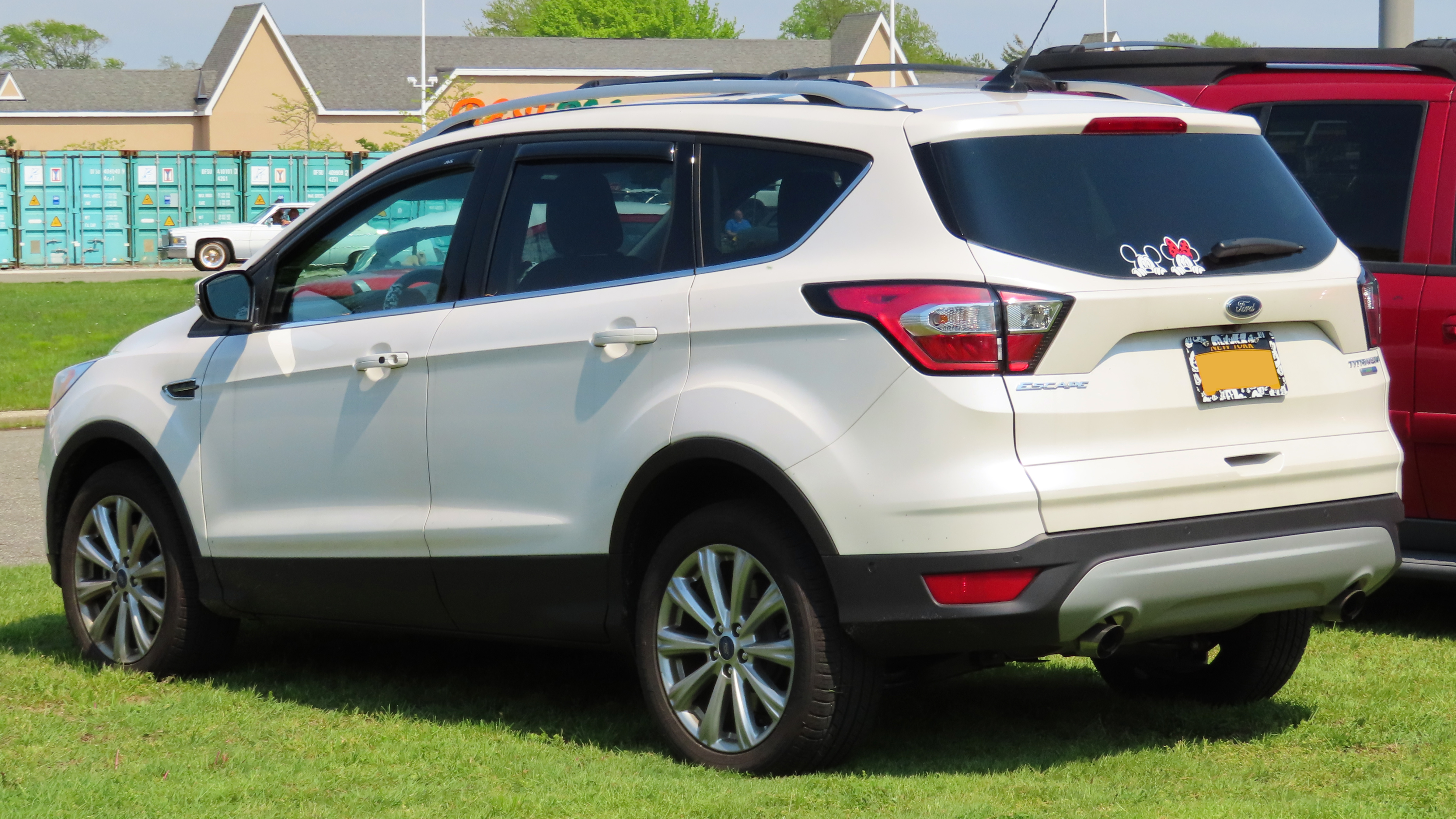
Ford Escape III - tył po liftingu

Ford Escape III został zaprezentowany po raz pierwszy w 2011 roku.
Trzecia, zupełnie nowa generacja Forda Escape została przedstawiona po raz pierwszy w listopadzie 2011 roku na Los Angeles Auto Show. Samochód zbudowano od podstaw w ramach zupełnie nowej koncepcji i nowego kierunku stylistycznego, który w Ameryce Północnej zapoczątkowała trzecia generacja Forda Focusa przedstawiona w 2010 roku. W jej ramach, porzucono pudełkową, kanciastą stlyistykę znaną z dwóch pierwszych wcieleń na rzecz ostrzejszych przetłoczeń i bardziej strzelistych proporcji nadwozia.
Awangardowa stylistyka zaadaptowana została także w kabinie pasażerskiej, która w obszernym zakresie odeszła od kanciastej, tradycyjnej estetyki z poprzednika. Escape trzeciej generacji zyskał wielokształtną konsolę centralną z charakterystycznym panelem centralnym tworzonym przez przyciski podobne do klawiatury telefonu komórkowego.
Rok później, w 2012 roku w Europie przedstawiono bliźniaczy model na rynek Europy, który tutaj pełniąc funkcję drugiej generacji modelu Kuga. Był to wówczas jeden z pierwszych modeli, przy okazji którego zastosowano taktykę One Ford, czyli takie same modele w ofercie marki niezależnie od rynku zbytu.

### Lifting
W listopadzie 2015 roku Ford przedstawił Escape III po gruntownej modernizacji, w ramach której odświeżono wygląd pasa przedniego - reflektorów, zderzaka i atrapy chłodnicy. Zmieniono też kształt tylnych lamp oraz projekt kokpitu. Samochód trafił na rynek w 2016 roku.

### Sprzedaż
Produkcja Escape III ruszyła w amerykańskich zakładach marki w Louisville w czerwcu 2012 roku. Samochód pod tą nazwą oferowany był m.in. w Stanach Zjednoczonych, Kanadzie i Meksyku, a także na wybranych rynkach Ameryki Południowej. Ponadto, po wprowadzeniu zmodernizowanego modelu na rynek australijski w październiku 2016, tamtejszy oddział zdecydował się odejść od dotychczas stosowanej nazwy Kuga i powrócić do stosowanego już w przeszłości emblemtatu Escape.

### Silniki
- L4 1.5l EcoBoost
- L4 1.6l EcoBoost
- L4 2.0l EcoBoost
- L4 2.0l Duratorq
- L4 2.5l Duratec

## Czwarta generacja

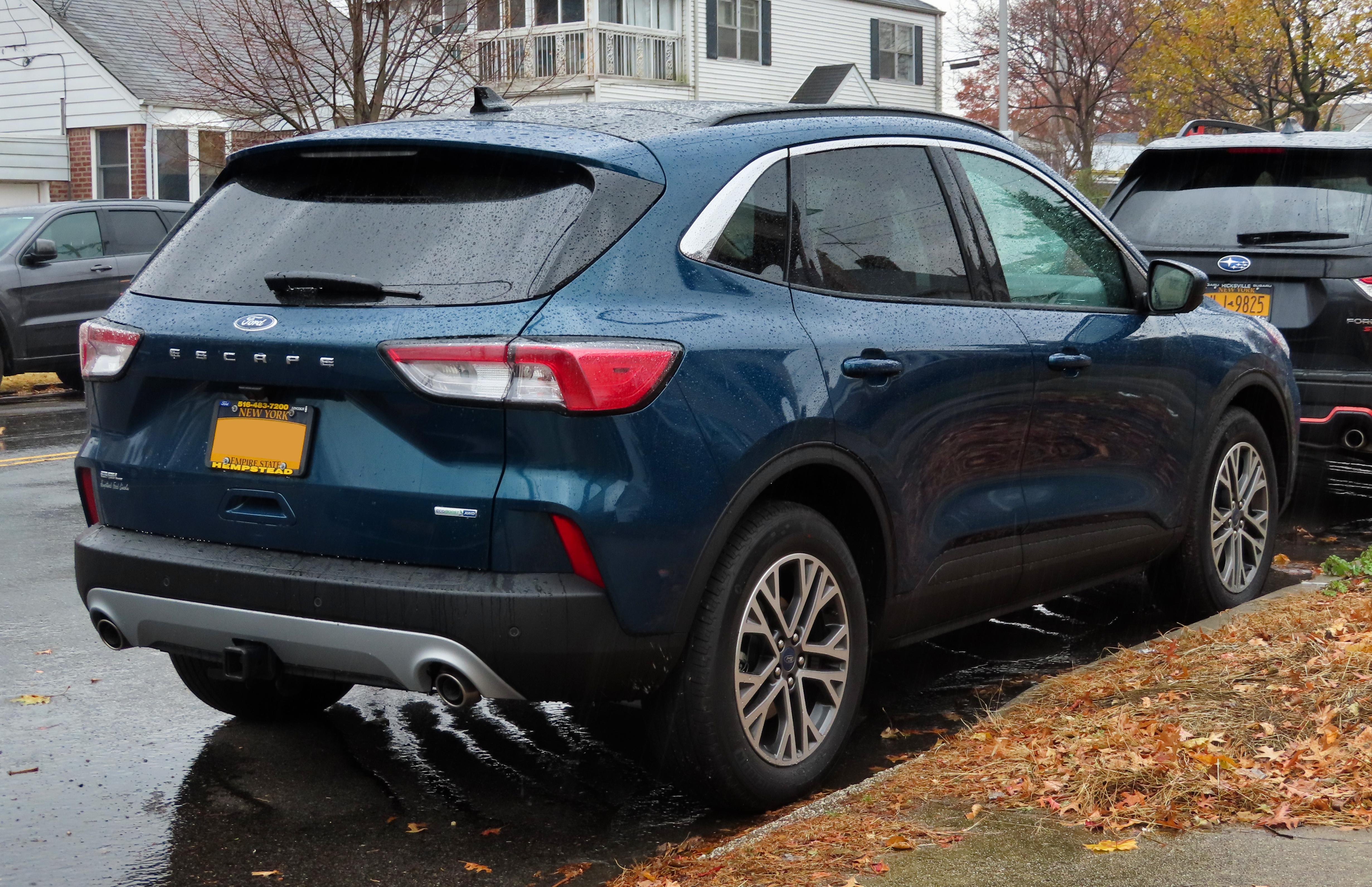
Ford Escape IV - tył

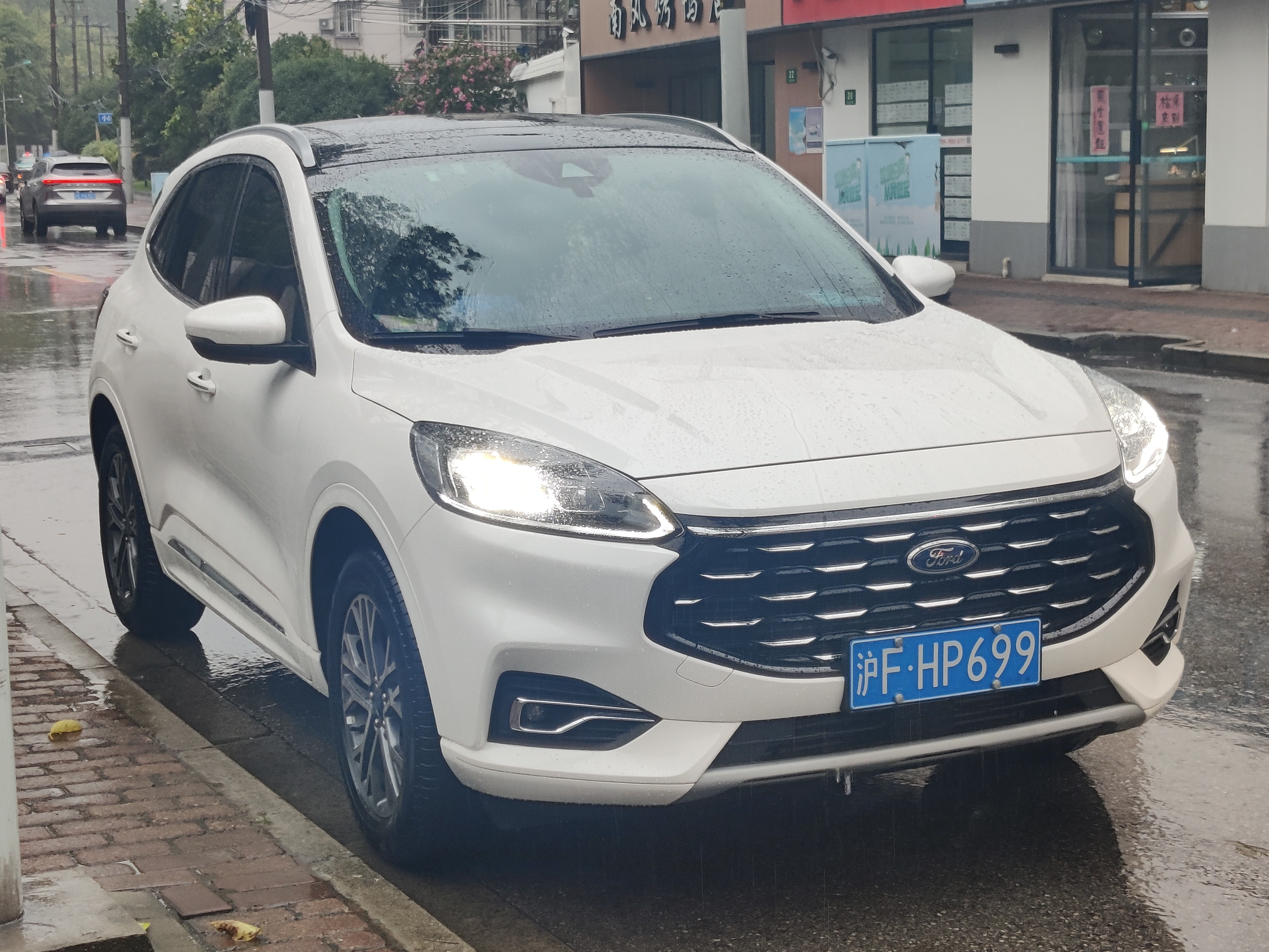
chiński Ford Escape IV

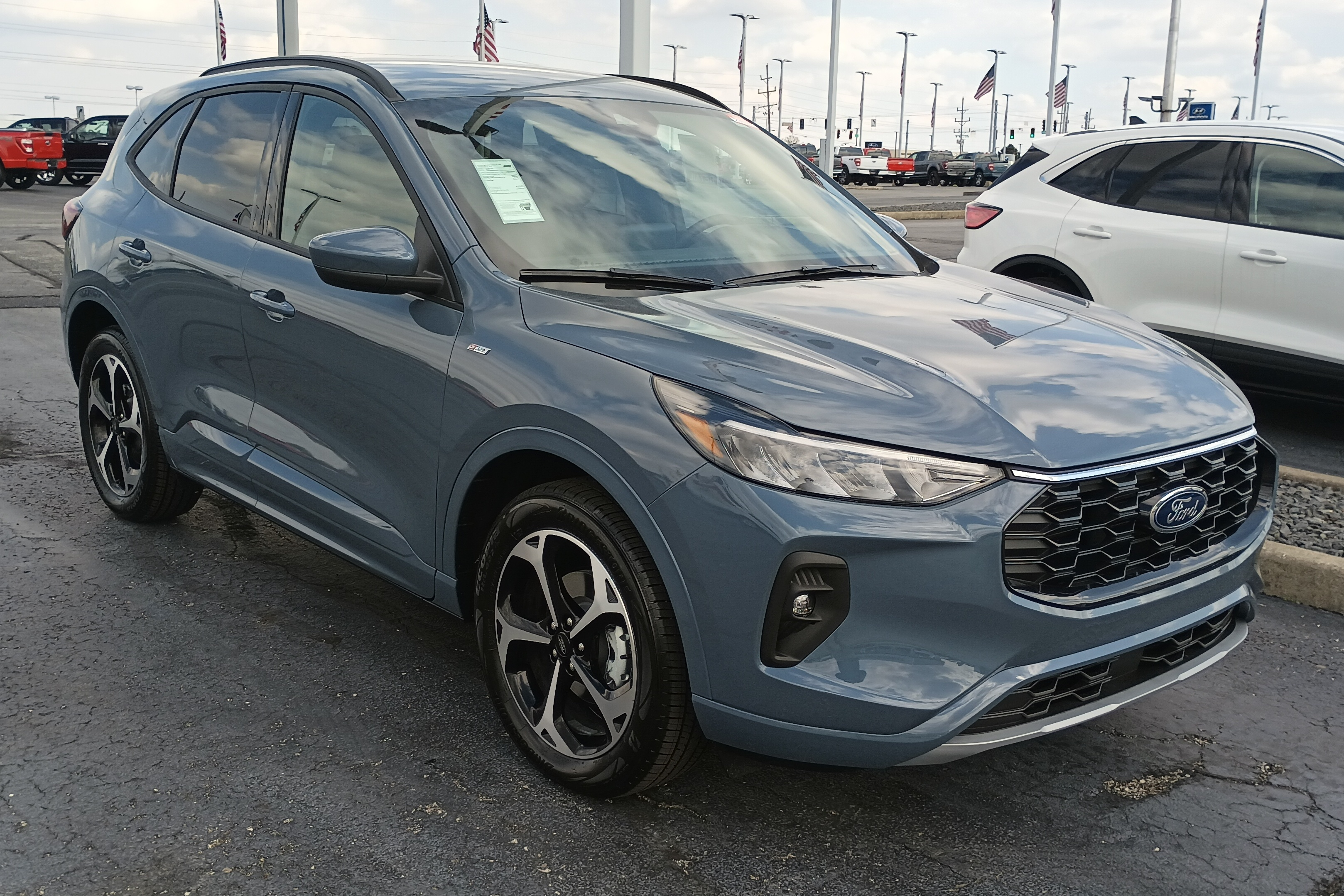
Ford Escape IV po liftingu

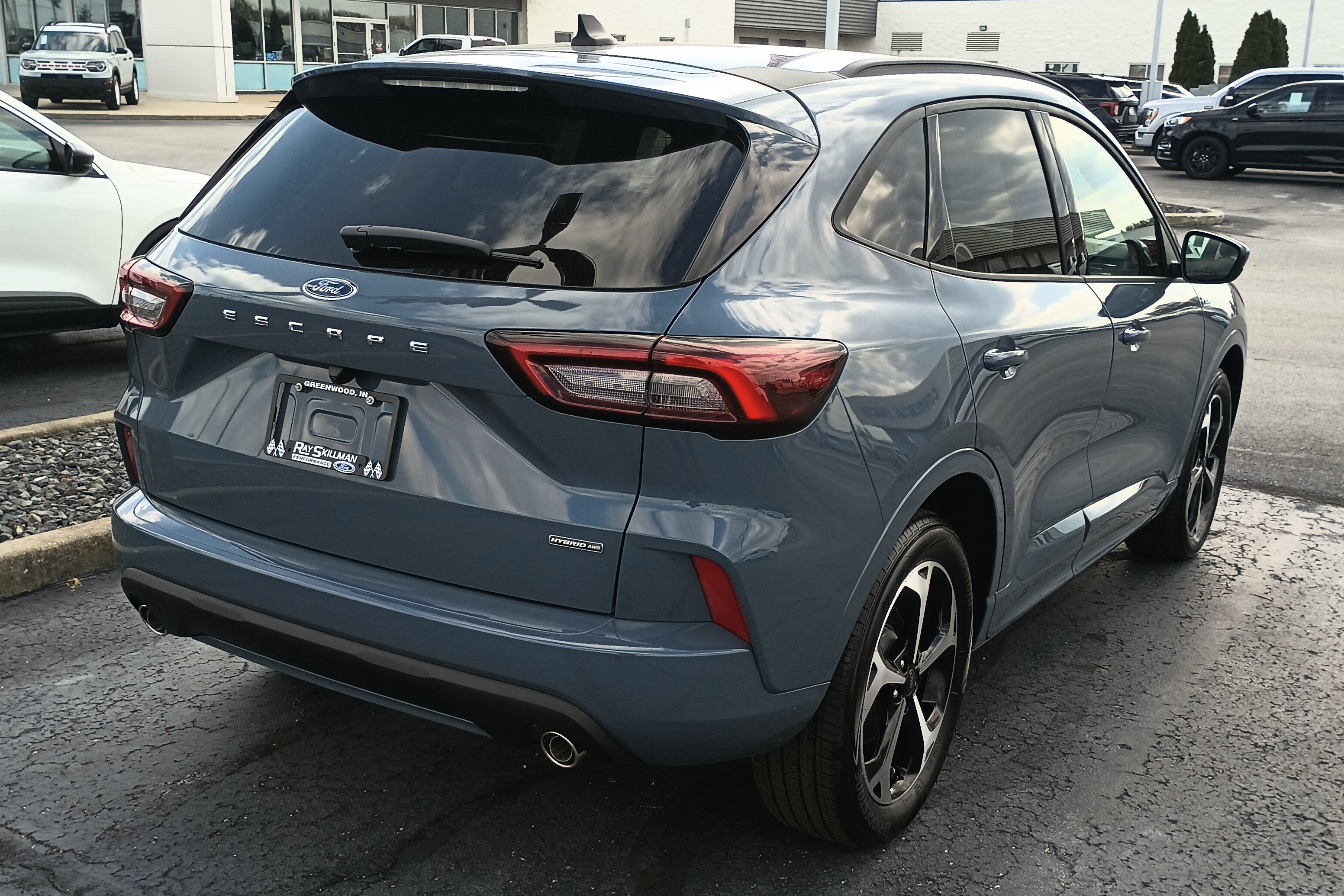
Ford Escape IV - tył po liftingu

Ford Escape IV został zaprezentowany po raz pierwszy w 2019 roku.
Ford Escape czwartej generacji został zaprezentowany na początku kwienia 2019 roku, powstając jako zupełnie nowy model zbudowany od podstaw. Samochód ponownie opracowano jako model globalny, utrzymany w nowym języku stylistycznym podobnym do europejskich modeli Fiesta i Focus. Pas przedni zdominował duży, sześciokątny wlot powietrza dominujący tę część nadwozia, z kolei reflektory zyskały łezkowaty, szeroki kształt. 
Pojazd zbudowano na nowej platformie koncernu Forda, dzięki której nowy model stał się wyraźnie większy. Escape IV urósł zarówno pod kątem wymiarów zewnętrznych, jak i przestrzeni w kabinie pasażerskiej. Deska rozdzielcza utrzymana została w bardziej minimalistycznym projekcie w stosunku do poprzednika, zyskując liniowy układ przyrządów na czele z dotyowym ekranem systemu multimedialnego o przekątnej 8 cali, który obsłużył nową generację systemy multimedialnego Sync 3.

### Lifting
W październiku 2022 zaprezentowano Forda Escape IV po kompleksowej modernizacji. W jej wyniku samochód zyskał zupełnie nowy wygląd pasa przedniego z węższymi, bardziej agresywnie ukształtowanymi reflektorami połączonymi listwą LED przy krawędzi maski, a także wyżej ulokowanym sześciokątnym wlotem powietrza z przeniesionym na niego logo firmowym. Przemodelowano też tylny zderzak i wkłady lamp tylnych, z kolei w kabinie pasażerskiej zaadaptowano nowy wzór deski rozdzielczej zastosowany przed rokiem w zmodernizowanym europejskim Fordzie Focusie. W rezultacie, z konsoli centralnej zniknął panel z fizycznymi przyciskami klimatyzacji na rzecz uproszczonych przełączników ze skrótami do innych funkcji pojazdu. Obsługa klimatyzacji została zintegrowana z nowym, znacznie większym 13,2 calowym wyświetlaczem dotykowym obsługującym zaktualizowany system operacyjny Sync4. Rozbudowano liczbę systemów asystujących i wspierających bezpieczeństwo jazdy, bez zmian w gamie jednostek napędowych.

### Sprzedaż
Produkcja Ford Escape czwartej generacji ruszyła w sierpniu 2019 roku, początkowo na potrzeby rynków Ameryki Północnej. W międzyczasie, w przeciwieństwie do poprzednika oferowanego pod znaną z europy nazwą Kuga, na rynku chińskim zadebiutowała lokalna odmiana Forda Escape wyróżniająca się inną stylistyką pasa przedniego z dużym, trapezoidalnym wlotem powietrza zdobionym logo firmowym. Samochód zyskał też przeprojektowany kokpit, z inną konsolą centralną i szerszym ekranem systemu multimedialnego. Samochód w tej postaci jest także produkowany i sprzedawany na Tajwanie. W styczniu 2020 zadebiutowała odmiana europejska jako trzecia generacja modelu Ford Kuga, z kolei w październiku 2020 przedstawiono wariant australijski zachowujący nazwę Ford Escape.

### Silniki
- R3 1.5l EcoBoost
- R4 2.0l EcoBoost
- R4 2.5l Duratec